# Andrônico II de Trebizonda
Andrônico (português brasileiro) ou Andrónico (português europeu) II de Trebizonda (1240 – 1266) foi um imperador do Império de Trebizonda que reinou entre 1263 e 1266. Foi antecedido no trono por Manuel I e sucedido por Jorge I.